# Friederike Wall
Friederike Wall (* 24. Mai 1964 in Aachen) ist eine deutsche Wirtschaftswissenschaftlerin. Seit 2009 ist sie Universitätsprofessorin für Betriebswirtschaftslehre mit dem Schwerpunkt strategische Unternehmensführung und Controlling an der Alpen-Adria-Universität Klagenfurt.

## Leben
Wall studierte Betriebswirtschaftslehre an der Georg-August-Universität Göttingen, wo sie 1988 zum Diplom-Kaufmann graduierte und 1991 als wissenschaftliche Assistentin am Institut für Wirtschaftsinformatik zum Dr. rer. pol. promovierte. Von 1992 bis 1995 arbeitete sie als Habilitandin am Institut für Wirtschaftsinformatik der Universität Hamburg, wo sie sich 1996 für das Fach Betriebswirtschaftslehre habilitierte. 1995 und 1996 war Wall wissenschaftliche Projektreferentin bei der Max-Planck-Gesellschaft in München.
Im Oktober 1996 folgte Friederike Wall einem Ruf an die Universität Witten/Herdecke, wo sie bis März 2009 den Dr. Werner Jackstädt-Stiftungslehrstuhl für Betriebswirtschaftslehre, insbesondere Controlling und Informationsmanagement innehatte. Im April 2009 wurde sie als Universitätsprofessorin für Betriebswirtschaftslehre mit dem Schwerpunkt strategische Unternehmensführung und Controlling an das Institut für Unternehmensführung der Universität Klagenfurt berufen, wo sie auf den Gebieten Agentenbasierte Simulation im Controlling, Informationsqualität und Validität von Management Accounting Systemen, Entscheidungsverhalten von Führungskräften und Stakeholder-orientiertes Controlling forscht und lehrt.
Im April 2010 trat Friederike Wall als Vizerektorin für Forschung in das Rektorat von Heinrich C. Mayr ein. Nach dessen Abberufung im April 2012 und den darauf folgenden Rücktritten der anderen Rektoratsmitglieder leitete Wall die Universität als geschäftsführende Rektorin bis Ende Oktober 2012, unterstützt durch die von ihr neu nominierten Vizerektoren Martin Hitz und Oliver Vitouch. In den folgenden beiden Rektoratsperioden unter Rektor Oliver Vitouch übte sie bis Oktober 2020 neben ihrer Professur weiterhin das Amt einer Vizerektorin für Forschung aus. Als Vizerektorin für Forschung hat „Friederike Wall einen Paradigmenwechsel eingeläutet und führend dazu beigetragen, dass der beherzte Sprung zur forschungsintensiven Universität in Klagenfurt gelang. Sie hat in ihrer Funktion systematisch, konsequent und nachhaltig dazu beigetragen, förderliche Rahmenbedingungen für die Erfolge der Klagenfurter Wissenschaftler*innen zu schaffen, von der Nachwuchsförderung bis zur ausgeprägten Exzellenz- und Wettbewerbskultur“.
Sie ist verheiratet mit Ralf Fröchtenicht.

## Mitgliedschaften
- Academy of Management
- Association for Mathematics Applied to Economics and Social Sciences
- Delegiertenversammlung des Fonds zur Förderung der wissenschaftlichen Forschung[5]
- European Social Simulation Association
- Gesellschaft für Informatik
- Österreichische Computer Gesellschaft
- Schmalenbach-Gesellschaft für Betriebswirtschaft
- Verband der Hochschullehrer für Betriebswirtschaft
- Verein für Socialpolitik

## Auszeichnungen
- 2013: Mitglied der Academia Europaea (Sektion „Economics, Business & Management Sciences“)[2]
- 2014: Österreichisches Ehrenkreuz für Wissenschaft und Kunst[6]
- 2019: Mitglied des Wissenschaftlichen Beirats der Österreichischen Forschungsgemeinschaft[7]
- 2021: Österreichisches Ehrenkreuz für Wissenschaft und Kunst I. Klasse[5]
- 2024: Präsidentin der Karl Popper Foundation[8]

## Schriften (Auswahl)
- Organisation und betriebliche Informationssysteme: Elemente einer Konstruktionstheorie, Springer, 1996
- Planungs-und Kontrollsysteme: Informationstechnische Perspektiven für das Controlling, Gabler, 1999
- Risikomanagement nach dem KonTraG: Aufgaben und Chancen aus betriebswirtschaftlicher und juristischer Sicht, gem. m. KW Lange, Vahlen, 2001
- Informationsmanagement: Eine ökonomische Integration von Controlling und Wirtschaftsinformatik, Vahlen, 2006
- Beneficial Effects of Randomized Organizational Change on Performance, Advances in Complex Systems 18:1-23, 2015, doi:10.1142/S0219525915500198
- Agent-based modeling in managerial science: an illustrative survey and study, Review of Managerial Science 10:135-193, 2016, doi:10.1007/s11846-014-0139-3
- Emergence of Task Formation in Organizations: Balancing Units' Competence and Capacity, JASSS – Journal of Artificial Societies and Social Simulation 21:1-25, 2018, doi:10.18564/jasss.3679
- Agent-based Computational Economics in Management Accounting Research: Opportunities and Difficulties, gem. m. S. Leitner, Journal of Management Accounting Research 33:189–212, 2021, doi:10.2308/jmar-19-073